# Śląskie Muzeum Rzemiosła Artystycznego i Starożytności
Śląskie Muzeum Rzemiosła Artystycznego i Starożytności (niem.: Schlesisches Museum für Kunstgewerbe und Altertümer) – muzeum rzemiosła artystycznego, które znajdowało się w zachodniej części placu Wolności we Wrocławiu i działało w latach 1858–1945 (w latach 1858–1899 pod nazwą Muzeum Starożytności Śląskich).

## Historia
Muzeum, początkowo pod nazwą Muzeum Starożytności Śląskich (Museum schlesischer Altertümer), powstało w 1858 wraz ze specjalnie powołanym w celu jego organizacji, gromadzenia zbiorów i prowadzenia prywatnym Towarzystwem Muzeum Starożytności Śląskich, a pierwsza wystawa otwarta została w roku następnym. Od 1 kwietnia 1895 prowadzenie placówki przejęła pruska Prowincja Śląska. 
Istotna część kolekcji Śląskiego Muzeum Rzemiosła Artystycznego i Starożytności pochodziła z przejętej w 1862 r. części zbiorów prowadzonego przez Uniwersytet Wrocławski dawnego Królewskiego Muzeum Sztuki i Starożytności (Königliches Museum für Kunst und Altertümer), założonego w 1815 r. przez Johanna Büschinga na bazie dzieł sztuki skonfiskowanych klasztorom na Śląsku w wyniku sekularyzacji zakonów katolickich w państwie pruskim. Zbiory te były powiększone przez darowiznę Büschinga i w kolejnych latach przez akcje pozyskiwania eksponatów od darczyńców z regionu. 
Zbiory obejmowały znaleziska archeologiczne z rejonu Śląska od neolitu do XII wieku, kolekcje monet, wyroby rzemiosła artystycznego i użytkowe, średniowieczne i renesansowe, dzieła sztuki sakralnej (np. Ołtarz Świętej Barbary) i inne. Tymczasowe siedziby muzeum okazały się niewystarczające dla pomieszczenia całości zbiorów. W sierpniu 1896 Heinrich von Korn (z rodziny wydawców wrocławskich) podarował 500 tysięcy marek na zakup Domu Stanowego (Gmach Stanów Śląskich lub Sejmu Śląskiego) przy dzisiejszym placu Wolności (wówczas Schlossplatz), aby stał się siedzibą muzeum. Po przebudowie tego gmachu, 27 listopada 1899 uroczyście otwarto tam Śląskie Muzeum Rzemiosła Artystycznego i Starożytności. 
Muzeum posiadało filię ulokowaną na pierwszym piętrze zbudowanej w 1902 r. wieży widokowej im. cesarza Wilhelma I na Szańcu Szwedzkim we wrocławskim Lesie Osobowickim. Powstała ona w 1927 r. celem ekspozycji znalezisk archeologicznych odkrytych w trakcie badań tutejszej osady obronnej kultury łużyckiej oraz związanego z nią cmentarza. Założona przez ówczesnego wicedyrektora muzeum Hansa Segera była otwarta tylko w sezonie letnim, toteż nosiła nazwę Letniego Muzeum Archeologicznego. Działała do roku 1944.
Podczas oblężenia Festung Breslau gmach muzeum został niemal zupełnie zniszczony. Wyburzono go całkowicie po 1945. W czasie wojny zbiory w większości uległy zniszczeniu, grabieży lub rozproszeniu, część znajduje się we wrocławskich i warszawskich muzeach (w Muzeum Miejskim Wrocławia, Muzeum Narodowym we Wrocławiu i Muzeum Narodowym w Warszawie).
W latach 2009–2015 na miejscu dawnego muzeum wybudowano Narodowe Forum Muzyki.